# Міжнародний театральний фестиваль жіночих монодрам «Марія»

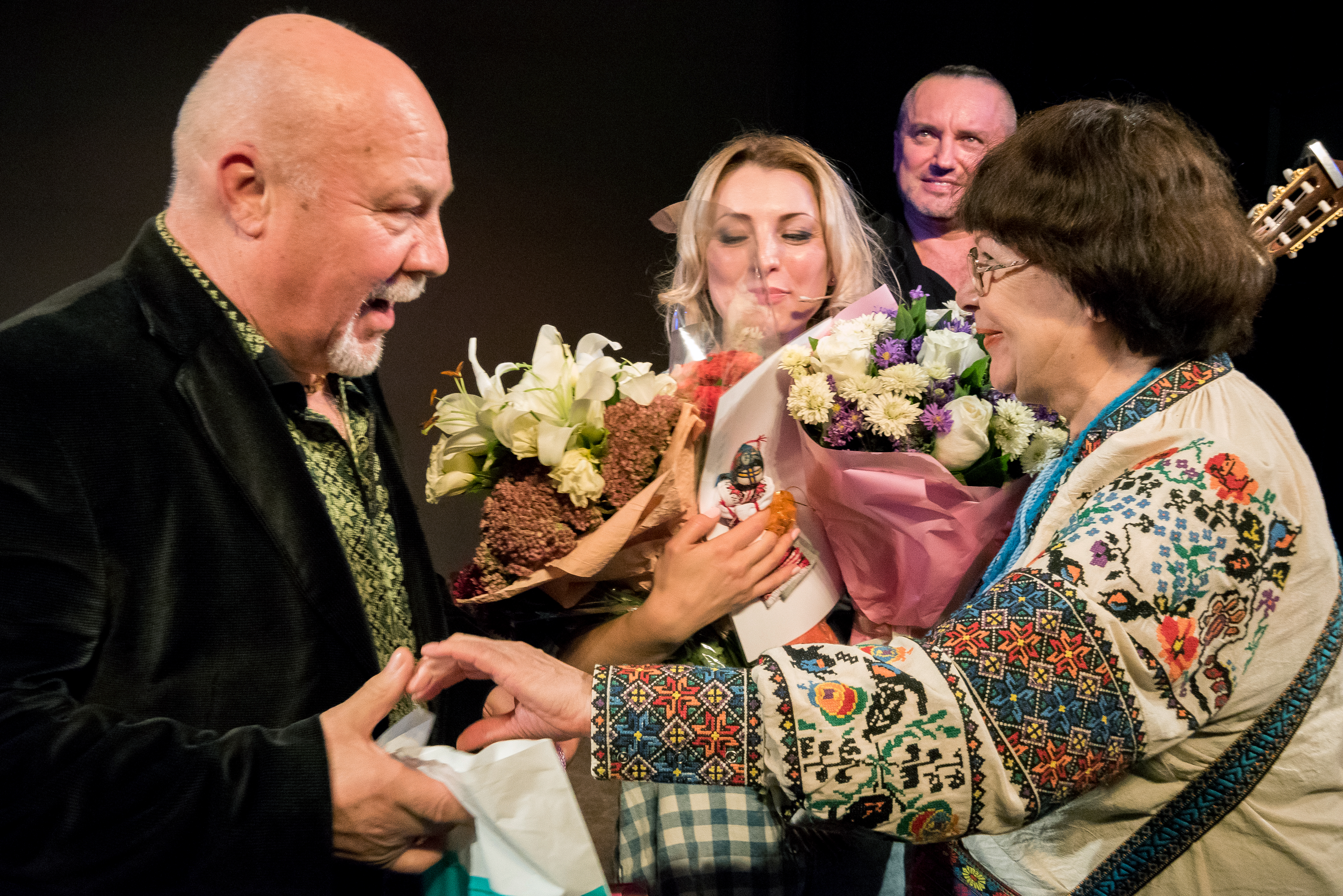
Директор фестивалю Лариса Кадирова вітає режисера Валерія Невєдрова з прем'єрою вистави «Я — Квітка». На задньому плані акторка Вікторія Васалатій і музикант Юрій Кондратюк. Київ, 8 жовтня 2017, Камерна сцена імені Сергія Данченка

Міжнародний театральний фестиваль жіночих монодрам «Марія» проводиться з 2004 щорічно у жовтні в місті Києві у просторі Національного академічного драматичного театру імені Івана Франка. Є єдиним фестивалем жіночих монодрам на теренах Європи.

## Мета і перебіг
Мета фестивалю:
- вшанування пам'яті першої народної артистки України Марії Заньковецької та корифеїв українського театру,
- популяризація кращих світових здобутків виконавської майстерності актрис світового театру,
- розвиток професійної майстерності актрис українського театру,
- ознайомлення української публіки з найкращими зразками світового театру,
- сприяння інтеграції українського театру до світового театрального процесу.

В рамках Фестивалю проводяться:
- пресконференція для засобів масової інформації
- міжнародна науково-мистецька конференція
- круглий стіл «Полілог культур»
- художні тематичні виставки
- майстер-класи, творчі зустрічі

На Камерну сцену Театру імені Івана Франка організатори запрошують ретельно відібрані вистави з різних країн світу: Польща, Вірменія, Велика Британія, Словаччина, США, Єгипет, Бєларусь, Норвегія, Німеччина, Австралія, Італія, Угорщина, Україна.
Всі актриси й гості перебувають увесь фестивальний термін, дивляться вистави колег, слухають літературознавців і критиків театру, відчуваючи себе не гастролерами, а повноправними учасниками фестивальної інфраструктури: перегляди вистав, дискусії, круглий стіл, відвідини музеїв, екскурсії, творчі зустрічі, майстер-класи.
Щороку Фестиваль відзначає знаменну дату національної або світової культури.

## Історія
Заснований у 2004, в рік 150-річного ювілею від дня народження актриси Марії Заньковецької.
Заснували фестиваль Міністерство культури України, Міжнародна благодійна організація «Міжнародний інститут театру», Національний академічний драматичний театр імені Івана Франка та актриса Лариса Кадирова.
Директор фестивалю з часу його заснування — народна артистка України, лауреат Національної премії ім. Т. Шевченка Лариса Кадирова.

### 2017
XIV Міжнародний театральний фестиваль жіночих монодрам «Марія» пройшов за сприяння Інституту літератури імені Тараса Шевченка НАН України, Музею Марії Заньковецької, відділу Державного музею театрального, музичного та кіно-мистецтва України, Благодійного фонду «Наш дім — Україна» 4-9 жовтня 2017 року на Камерній сцені ім. Сергія Данченка.
Було оголошено, що у виставах візьмуть участь: Біруте Мар (Литва), Пітер Чижмар (Словаччина — Велика Британія), Нора Бадалян (Вірменія), Ельжбета Левак, Віктор Ляфорович, Марек Сендек (Польща), Шовгі Гусейнов (Азербайджан), Марія Відаль (Іспанія), Олександра Галицька, Ольга Бразинська, Лариса Кадирова, Лідія Корницька, Олена Ластівка, Вікторія Васалатій, Ружена Рубльова (Україна), Джіхан Бикмаз (Туреччина).

### 2018
XV Міжнародний театральний фестиваль жіночих монодрам "Марія" відбувається з 4 по 9 жовтня в Національному театрі ім. Івана Франка.
У виставах беруть участь:
- Біруте Мар (Литва)
- Петер Чижмар (Словаччина-Велика Британія)
- Нора Бадалян (Вірменія)
- Марек Сендек, Марта Погребни, Матеуш Новак, Матеуш Дескєвич (Польща)
- Марія Відаль (Іспанія)
- Лариса Кадирова, Олена Дудич, Сергій Михайловський, Людмила Вороніна, Ніна Семененко, Світлана Сушко, Ольга Тихоненко, Наталія Брижань (Україна)
- Тетяна Хазановська (Ізраїль)
- Галина Дзягілєва (Бєларусь)
- Янаті Соуаді (Алжир)